# Okołowo (rejon stołpecki)
Okołowo (biał. Аколава, Akoława; ros. Околово, Okołowo) – wieś na Białorusi, w obwodzie mińskim, w rejonie stołpeckim, w sielsowiecie Szaszki.

## Historia
W XIX i w początkach XX w. położone było w Rosji, w guberni mińskiej, w powiecie mińskim.
W dwudziestoleciu międzywojennym leżało w Polsce, w województwie nowogródzkim, w powiecie stołpeckim, w gminie Rubieżewicze. W 1921 miejscowość liczyła 106 mieszkańców, zamieszkałych w 18 budynkach, w tym 98 Polaków i 8 Białorusinów. 84 mieszkańców było wyznania rzymskokatolickiego, 16 prawosławnego i 6 mojżeszowego.
Po II wojnie światowej w granicach Związku Sowieckiego. Od 1991 w niepodległej Białorusi.